# Melanie Liburd
Melanie Liburd é uma atriz britânica conhecida por seus papéis em This Is Us, Power Book II: Ghost e Alan Wake 2.
Em 2016, Liburd apareceu como a sacerdotisa vermelha em "No One", episódio da sexta temporada da série Game of Thrones. Ela foi escalada para a série de televisão de suspense psicológico Gypsy no final de 2016.
De 2018 a 2019, Liburd interpretou Zoe em This Is Us. De 2020 a 2022, ela interpretou Carrie Milgram em Power Book II: Ghost. Em 2023, Liburd forneceu a captura de voz e movimento para Saga Anderson em Alan Wake II da Remedy Entertainment. Seu desempenho em Alan Wake II lhe rendeu uma indicação ao prêmio de Melhor Performance no The Game Awards 2023.

## Biografia

### Infância e Juventude
Melanie nasceu em 11 de novembro de 1987 em Hertfordshire, Inglaterra, filha de Georgina, corretora de imóveis, e Michael Liburd, especialista em artes marciais. Sua mãe nasceu em Russell Square, em Londres, e seu pai na ilha de São Cristóvão e Nevis. Antes de se formar como atriz na The Identity Drama School, foi modelo de moda e beleza. Ela também estudou História da Arte e obteve um diploma com honras em Design de Moda.

### Carreira
Entre 2012 e 2016, Melanie participou em vários episódios de séries de televisão britânicas conhecidas, como Strike Back (2012), Dracula (2013), Stalker (2014), CSI: Crime Scene Investigation (2014) e The Grinder (2015). Em 2013, teve um papel secundário no filme de comédia para televisão What Would Dylan Do? como Brooke, a companheira de quarto rica e divorciada de Kelly Rowland. Em 2015, participou no filme Runaway Island, exibido no American Black Film Festival 2015 (ABFF; de 11 a 14 de junho). No ano seguinte, em 2016, foi escolhida para interpretar seu primeiro papel principal como Nyx Harper na segunda temporada da série de ficção científica canadense Dark Matter.
Em 2016, Liburd apareceu como Sacerdotisa Vermelha no episódio "No One" da sexta temporada da série da HBO, Game of Thrones. Foi escolhida para a série de suspense psicológico da Netflix, Gypsy, no final de 2016. De 2018 a 2019, Liburd interpretou Zoe em This Is Us, inicialmente como convidada e na terceira temporada como personagem principal. Entre 2020 e 2022, ela interpretou Carrie Milgram na série de televisão estadunidense Power Book II: Ghost. Em dezembro de 2021, a série foi renovada para uma terceira temporada, que estreou em 17 de março de 2023.

## Filmografia

### Filmes
| Ano  | Título                  | Papel          | Notas                                         |
| ---- | ----------------------- | -------------- | --------------------------------------------- |
| 2015 | How Sarah Got Her Wings | Amanda         | também conhecido como A Mission For Christmas |
| 2015 | Runaway Island          | Kira Geoffries | telefilme                                     |
| 2018 | Brian Banks             | Karina Cooper  |                                               |
| 2023 | Perpetrator             | Jean           |                                               |
| 2024 | Bad Boys: Ride or Die   | Christine      |                                               |

### Série de TV
| Ano       | Título                         | Papel                       | Notas                                     |
| --------- | ------------------------------ | --------------------------- | ----------------------------------------- |
| 2012      | Strike Back                    | Asmara                      | Episódios: "Vengeance, Part 1" e "Part 2" |
| 2014      | Dracula                        | Ladybird                    | Episódio: "Come to Die"                   |
| 2014      | Stalker                        | Lori Carter                 | Episódio: "Piloto"                        |
| 2014      | CSI: Crime Scene Investigation | Natalie Barrow / The Hornet | Episódio: "Dead Rails"                    |
| 2015      | The Grinder                    | Ivy Dexter                  | 2 episódios                               |
| 2016      | Game of Thrones                | Red Priestess               | Episódio: "No One"                        |
| 2016–2017 | Dark Matter                    | Nyx Harper                  | 13 episódios                              |
| 2017      | Gypsy                          | Alexis                      | Papel principal (10 episódios)            |
| 2018–2021 | This is Us                     | Zoe Baker                   | 21 episódios                              |
| 2020      | Make It Work!                  | Ela mesma                   | Especial de televisão                     |
| 2020–2022 | Power Book II: Ghost           | Caridad "Carrie" Milgram    | 18 episódios                              |
| 2023      | The Idol                       | Jenna                       | Série de TV; papel recorrente             |

### Jogos eletrônicos
| Ano  | Título      | Papel         | Notas                                                          |
| ---- | ----------- | ------------- | -------------------------------------------------------------- |
| 2023 | Alan Wake 2 | Saga Anderson | Captura de voz e movimento; Um dos dois protagonistas jogáveis |

## Prêmios e indicações
| Ano  | Prêmio                       | Categoria                                       | Título      | Resultado       | Ref.          |
| ---- | ---------------------------- | ----------------------------------------------- | ----------- | --------------- | ------------- |
| 2023 | The Game Awards              | Best Performance                                | Alan Wake 2 | Indicado        | [ 17 ]        |
| 2024 | New York Game Awards         | Great White Way Award for Best Acting in a Game | Alan Wake 2 | Venceu          | [ 18 ]        |
| 2024 | D.I.C.E. Awards              | Outstanding Achievement in Character            | Alan Wake 2 | Indicado        | [ 19 ] [ 20 ] |
| 2024 | British Academy Games Awards | Performer in a Leading Role                     | Alan Wake 2 | Pré-selecionada | [ 21 ]        |